# آدم غرين
آدم غرين (بالإنجليزية: Adam Green)‏ (و. 1981  م) هو مغن مؤلف، ومغني، وموسيقي أمريكي، ولد في نيويورك، يستخدم آلات قيثارة.

## التعليم
تعلم في كلية إمرسون.

## وصلات خارجية
- آدم غرين على موقع IMDb (الإنجليزية)
- آدم غرين على موقع ميوزك برينز (الإنجليزية)
- آدم غرين على موقع أول ميوزيك (الإنجليزية)
- آدم غرين على موقع ديسكوغز (الإنجليزية)
- آدم غرين على موقع قاعدة بيانات الفيلم (الإنجليزية)

- آدم غرين في قاعدة بيانات الأفلام على الإنترنت